# International Bank for Reconstruction and Development
International Bank for Reconstruction and Development (IBRD) är en internationell organisation inom FN, grundad 1944. 
Den fungerar som en internationell bank som utdelar lån till utvecklingsländer. Tillsammans med International Development Association bildar den Världsbanken. 